# До-бемоль мажор
До-бемоль мажор (C-flat major, Ces-dur) — мажорна тональність, тонікою якої є звук до-бемоль. Гама до-бемоль мажор містить звуки: 
 до♭ - ре♭ - мі♭ - фа♭ - соль♭ - ля♭ - сі♭
C♭ - D♭ - E♭ - F♭ - G♭ - A♭ - B♭.
Паралельна тональність — ля-бемоль мінор, однойменний мінор (енгармонічно рівний) — сі мінор. До-бемоль мажор має сім бемолів біля ключа (сі-, мі-, ля-, ре-, соль-, до-, фа-).